# آنتونیا توماس
آنتونیا توماس (به انگلیسی: Antonia Laura Thomas) (زاده ۳ نوامبر ۱۹۸۶) بازیگر اهل انگلستان است.

## بخشی از فیلمشناسی
از فیلم‌ها یا برنامه‌های تلویزیونی که وی در آن نقش داشته‌است می‌توان به آثار زیر اشاره کرد.
- بازمانده (۲۰۱۵)
- تفنگدارها (مجموعه تلویزیونی) (۲۰۱۵)
- توپولوها (۲۰۱۵)
- دکتر خوب (۲۰۱۸)